# Stachelpolyp
Der Stachelpolyp (auch Hydroidpolyp) (Hydractinia echinata) vom Stamm der Cnidaria lebt in der Nordsee und im nördlichen Teil des Atlantiks auf Schneckenschalen der Gattung Buccinum (= Wellhornschnecke) und Littorina (= Strandschnecke). Die Schneckenschalen werden wiederum von Einsiedlerkrebsen der Gattung Pagurus bewohnt. Bei Anwesenheit eines Krebses sind die Hydractinien mobil und profitieren außerdem von seinen Nahrungsresten.

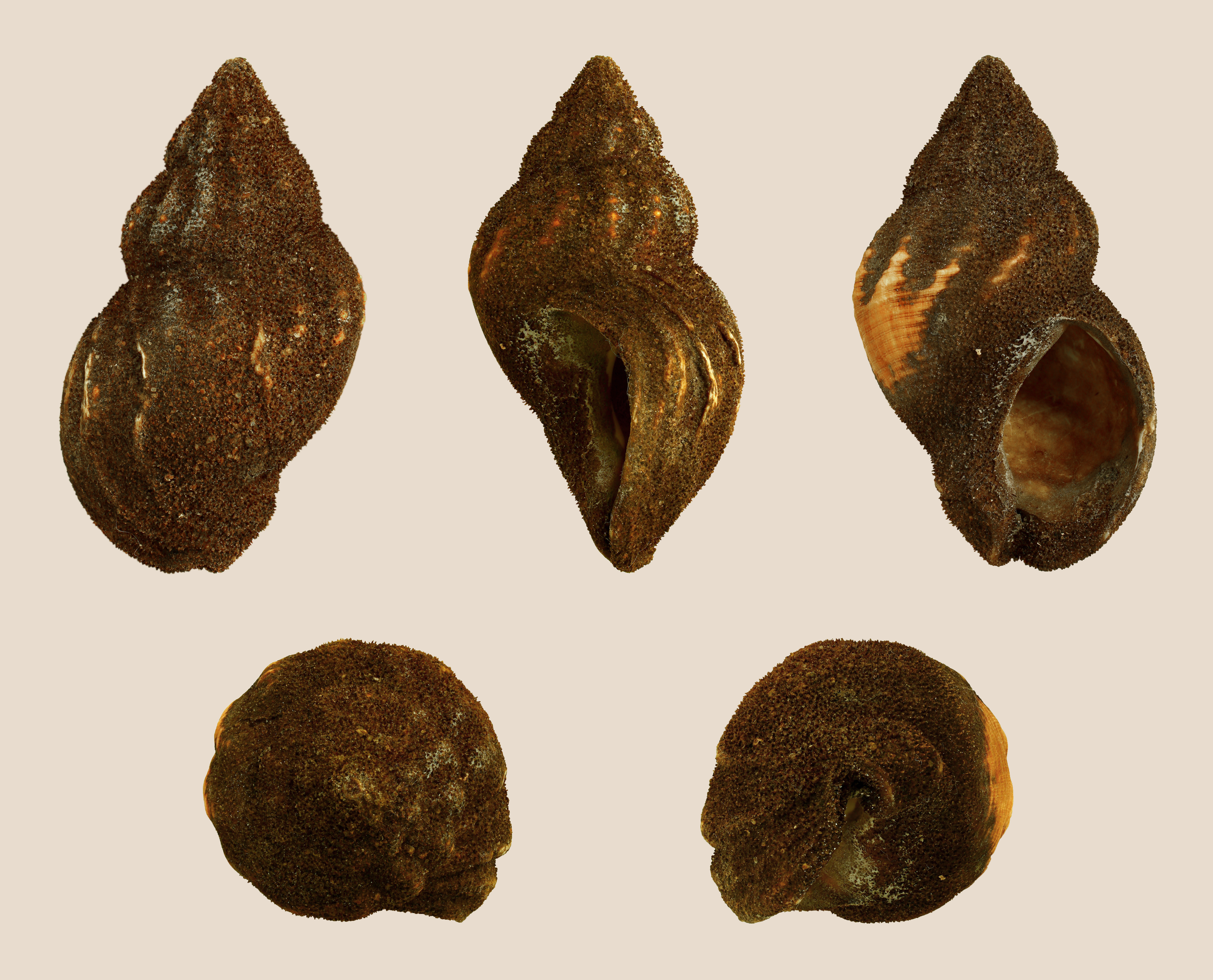
Stachelploypen auf einer Schale der Wellhornschnecke (Buccinum undatum)

Die Polypenstöcke sind getrenntgeschlechtlich, so dass eine Schneckenschale fast immer nur von einem männlichen oder weiblichen Tierstock bewohnt wird (es sei denn, sie wurde gleichzeitig an verschiedenen Stellen von zwei oder mehreren Primärpolypen besiedelt). Hydractinia echinata zeigt eine morphologische und funktionelle Differenzierung der Einzelpolypen (= Polymorphismus), welche über ein Netzwerk von Stolonen miteinander verbunden sind. Zum Beutefang dienen die tentakeltragenden Nährpolypen (Gastrozooide). Diese Nährpolypen besitzen eine Mundöffnung und versorgen den ganzen Stock über das Gastrovaskularsystem mit Nährstoffen. Wehrpolypen (Spiralozooide, Tentakulozooide) dienen dem Schutz des Stockes. Eine weitere Polypenform sind die Geschlechtspolypen (Gonozooide). Sie sind für die Produktion der Geschlechtsprodukte (opakes Sperma und rötliche, isolecitale Eier) zuständig. Diese Keimzellen werden unter bestimmten Voraussetzungen (z. B. Lichtreiz) ins freie Wasser abgegeben, wo die Befruchtung stattfindet und sich eine freischwimmende Planula-Larve entwickelt. Diese heftet sich schließlich an geeigneter Stelle fest und bildet einen Primärpolypen, welcher wiederum Ausgangspunkt eines neuen Stockes ist. Verantwortlich für den deutschen Namen „Stachelpolyp“ ist die Stolonenplatte, welche aus Chitin und Periderm besteht und teilverkalkte Stacheln ausbildet, die wahrscheinlich ebenfalls dem Schutz des Stockes dienen.